# Потапьевское сельское поселение
Потапьевское се́льское поселе́ние — муниципальное образование в Пителинском районе Рязанской области Российской Федерации.
Административный центр — село Потапьево.

## История
Образовано 7 октября 2004 года, в соответствии с Законом Рязанской области N 88-О3 (ред. от 29.12.2006) «О наделении муниципального образования - Пителинский район статусом муниципального района, об установлении его границ и границ муниципальных образований входящих в его состав».

## Население
| 2010 | 2012 | 2013 | 2014 | 2015 | 2016 | 2017 |
| ---- | ---- | ---- | ---- | ---- | ---- | ---- |
| 869  | ↘856 | ↘824 | ↘797 | ↘765 | ↘747 | ↘745 |
| 2018 | 2019 | 2020 | 2021 |      |      |      |
| ↗747 | ↘723 | ↘708 | ↘645 |      |      |      |

## Состав сельского поселения
| №  | Населённый пункт      | Тип населённого пункта       | Население |
| -- | --------------------- | ---------------------------- | --------- |
| 1  | Андреевка             | деревня                      | 0         |
| 2  | Беседки               | деревня                      | 20        |
| 3  | Веряево               | село                         | 199       |
| 4  | Городок               | деревня                      | 5         |
| 5  | Знаменка              | деревня                      | 15        |
| 6  | Каменка               | деревня                      | 0         |
| 7  | Марьевка              | деревня                      | 1         |
| 8  | Новая Деревня         | деревня                      | 3         |
| 9  | Пет                   | село                         | 188       |
| 10 | Потапьево             | село, административный центр | 336       |
| 11 | Потапьевская Хохловка | деревня                      | 85        |
| 12 | Синюхино              | деревня                      | 0         |
| 13 | Станищи               | село                         | 17        |
| 14 | Фалеевка              | деревня                      | 0         |

## Русская православная церковь
- Введенская церковь в селе Пёт.